# 第三屆全國體育大會
第三屆全國體育大會於2006年5月20日至5月30日在江蘇蘇州舉行，是繼十運會後，江蘇的另一個國家大型運動會。全国体育大会是非奥运项目的全国运动会.
第三屆全國體育大會新增滑水、拔河、無線電測向、地擲球、壁球與公開水域游泳5個項目，共為28項目，是歷來最多項目的一屆全國體育大會，並頒發出268面金牌。

## 項目
第三屆全國體育大會共設28個項目：
| - 台球 - 高爾夫球 - 保齡球 - 門球 - 壁球 - 地擲球 - 航空模型 - 蹼泳 - 公開水域游泳 - 滑水 - 龍舟 - 航海模型 - 技巧 - 舞龍舞獅 |  | - 健美操 - 健美 - 體育舞蹈 - 中國式摔跤 - 中國象棋 - 國際象棋 - 拔河 - 圍棋 - 橋牌 - 野外定向 - 無線電測向 - 輪滑 - 跳傘 - 攀岩 |

## 焦點
- 4月10日 - 聖火從北京開始焰點，火炬會經網絡傳遞。
- 4月20日 - 聖火傳達至寧波。
- 4月30日 - 聖火到達錦陽。
- 5月15日 - 本屆全國體育大會首面金牌產生：天津代表周校鋒於男子健美操單人操小項以20.05分奪金，而銀牌得主為宋波，銅牌由劉許所得。
- 5月20日 - 本屆全國體育大會正式開幕。
- 5月21日 - 地擲球女子運動員岑偉飛於大金屬女子連續抛擊賽小項中，連續擲出了40球的成績，打破了全國以及亞洲紀錄。
- 5月21日 - 海南運動員陳小虎於男子保齡球單人賽小項中，以1313分奪得金牌，是三體會中的第一面球類項目中的冠軍。
- 5月23日 - 香港攀岩男子運動員朱嘉偉與黎志偉以及女子運動員廖曉塋在專業組男子難度賽小項和專業組女子難度賽中取得一面銀牌及兩面銅牌，是香港於全國體育大會中首度同日取得三面獎牌。
- 5月27日 - 三體會中的蹼泳項目展開，在首日的賽事中就有8度打破世界紀錄。
- 5月30日 - 為期11天的三體會正式結束，下屆全國體育大會將於2010年在安徽合肥進行。

## 比賽場地
- 運河公園輪滑場
- 工業園區星海壁球館
- 太湖度假區滑水場
- 吳江市体育館
- 太仓体育馆
- 苏州市體育中心游泳館
- 昆山体育馆
- 太湖度假區
- 金鸡湖城市廣場
- 星海游泳馆
- 苏州市体育中心游泳馆
- 苏州市体育中心
- 新嘉福保龄球馆

## 外部連結
- 官方網站 （页面存档备份，存于）